# Burgruine Osterburg (Rhön)
Die Osterburg ist die Ruine einer Gipfelburg bei Bischofsheim in der Rhön im unterfränkischen Landkreis Rhön-Grabfeld in Bayern.

## Geographische Lage
Im Westen von Bischofsheim in der Rhön befinden sich auf dem 714 Meter hohen Berg Osterburg die Mauerreste der sagenumwobenen Osterburg. Sie soll einst eine „stolze Burg“ gewesen sein, die „weit in die Lande schaute“.

## Geschichte

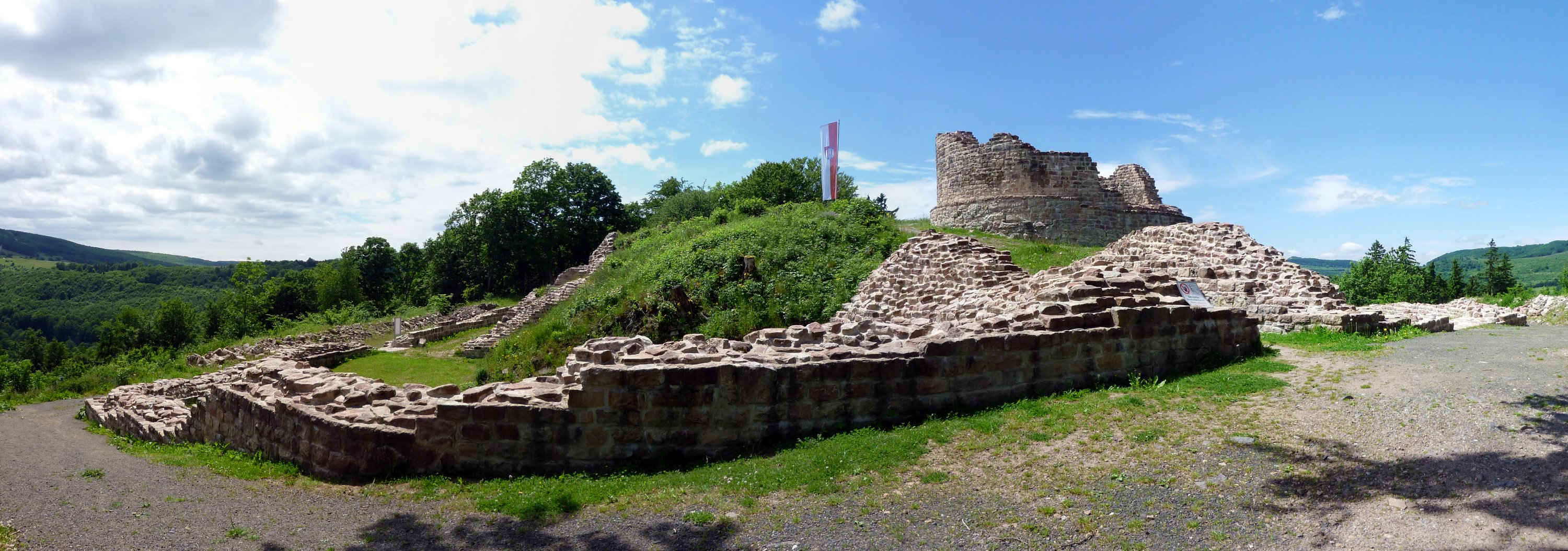
Burgruine Osterburg

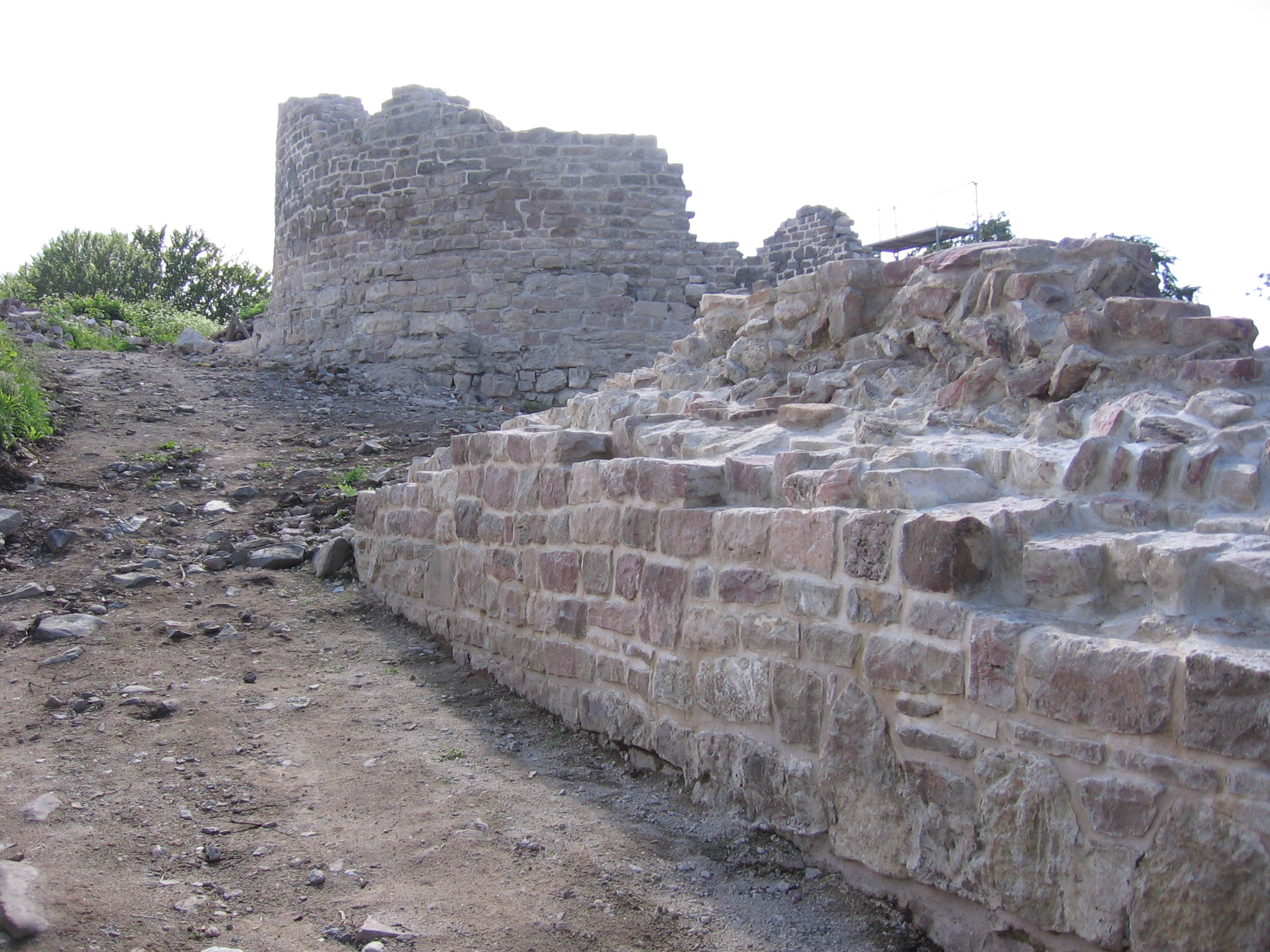
Blick auf die Ruine des Bergfrieds

Als im 6. Jahrhundert die Franken Landbesitzer waren, soll dort ein Jagdschloss für den Frankenkönig gestanden haben. Nachdem der Salzforst Eigentum der Würzburger Fürstbischöfe geworden war, soll die Burg das Land gegen die räuberischen Fuldaer Fürstäbte abgesichert haben.
Um 1200 wurde ein Reinhold von der Osterburg erwähnt.
1217 und 1230 trat ein Engelhard von Osterburg als Zeuge in Urkunden auf.
1231 hatte ein Boto von Eberstein auf der Osterburg einen Hof als Lehen erhalten.
Als Bischofsheim mit seiner Burg im 12. Jahrhundert als festes Bollwerk ausgebaut war, soll die Osterburg an Bedeutung verloren haben.
Wahrscheinlich wurde die Burg, deren Inhaber ständig mit Abt Bertho II. in Fehde lagen, um 1270 bei der Zerstörung Bischofsheims durch den Fuldaer Abt auch zerstört. Seit dieser Zeit gibt es keine Aufzeichnungen mehr.
Um 1600 wurde bei Grenzstreitigkeiten wegen Hut-, Holz- und Jagdrechten zwischen Bischofsheim, Haselbach und Frankenheim die Osterburg als Trümmerhaufen erwähnt.
1875 schrieb Anton Schumm in der Geschichte der Stadt Bischofsheim, dass kaum die Spur einer ehemaligen Burg zu sehen sei. Das Kloster Kreuzberg soll aus ihren Steinen erbaut worden sein.
1928 berichtete die Rhönwacht (die Zeitschrift des Rhönklub): „Außer dem Zentturm wurden auch die Ringmauern der Stadt Bischofsheim, die zum ersten Mal 1291 urkundlich erwähnt wird, aus den Steinen der Osterburg hergestellt. So verschwand Mauer um Mauer und da der Bau auch den Haselbachern und Frankenheimern als Steinbruch diente, war der Untergang der Burg besiegelt.“ Im Lauf der Zeit hat der Wald den Trümmerhaufen überwuchert.
1897 wurden beim Anlegen eines Holzabfuhrweges die Mauerreste der ehemaligen Burg entdeckt und der damalige Forstmeister Fuchs ließ die im Grundriss rein romanische Burgruine freilegen. Sie war 114 Meter lang und 70 Meter breit.
So eine mächtige Burg konnte nicht von einem einzigen Ritter verteidigt werden, es wohnten gleichzeitig drei bis vier Ritter innerhalb des Burgrings in getrennten Höfen.
Fundgegenstände der Ausgrabungen befinden sich in Bischofsheim in der Osterburgsammlung.
1909 wurde der Bergfried als Aussichtsturm ausgebaut. 1928 Jahre später wurde er gesprengt, weil seine Besteigung wegen Einsturzgefahr lebensgefährlich geworden war.

## Beschreibung

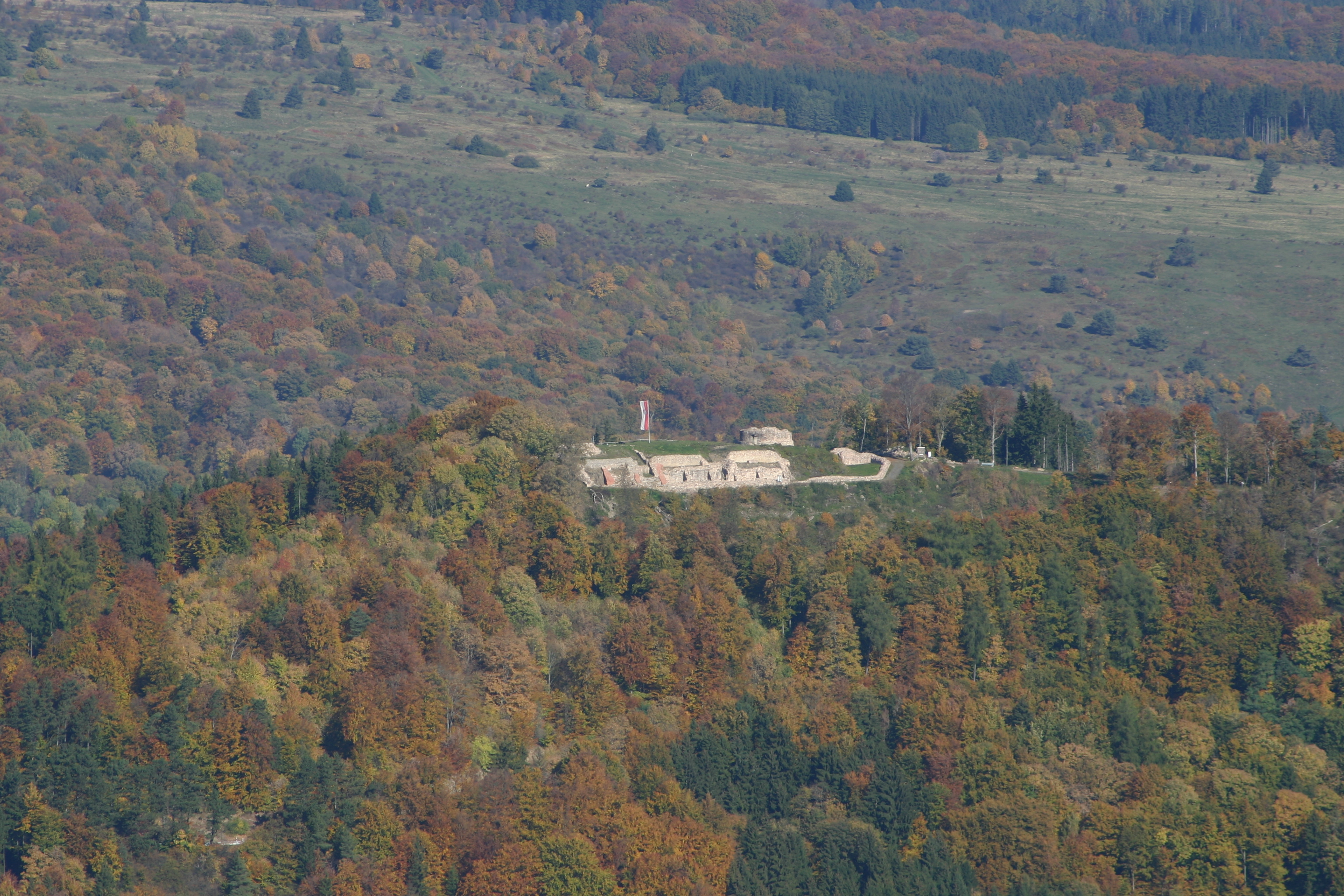
Luftaufnahme von der Burgruine Osterburg

Nur mit Fantasie lässt sich in den Überresten der verfallenen Burgruine der Grundriss der einstigen mächtigen Burganlage erkennen. Ihre Geschichte gibt viele Rätsel auf, die meisten Berichte sind mit „es soll“ abgesichert.
Es sind noch Treppen und Mauern vorhanden. Der Wald hat vom einstigen Burgareal Besitz ergriffen.

## Sagen über die Osterburg

### Entstehung der Osterburg
In alter Zeit wohnte auf dem Kreuzberg ein Bauer. Sein Knecht ging nachts nach Hause und kam vom Weg ab. Er sah sich auf einmal in einem dunklen Gang und tastete sich weiter. Ein Zwerg trat ihm in den Weg und sprach: „Suche fleißig, so wirst du eine alte Kammer mit kostbaren Schätzen finden.“
Der Knecht entdeckte bald ein verstecktes Gelass mit unermesslichen Kostbarkeiten. Da stand der Zwerg wieder da und sprach: „Trage alle diese Schätze hinaus, sie gehören dir.“
Das tat der Knecht, und so war er erlöst. An der Stelle erbaute der glückliche Finder die Osterburg und war der erste Ritter.

### Zerstörung der Osterburg
Einer der feindlichen Ritter ritt auf den nahen Arnsberg. In Gedanken versunken, wie die hartnäckige Burg endlich zu Fall gebracht werden könnte, erschreckte ihn plötzlich sein Pferd. Es stampfte so heftig, dass durch den Hufschlag der Boden einsank und die unterirdische Wasserleitung zur Osterburg sichtbar wurde.
Nun gruben die Feinde den Belagerten auf der Burg das Wasser ab, zwangen sie zur Übergabe, und zerstörten die Burg bis auf wenige Trümmer.

### Die Jungfrau auf der Osterburg
Wenn aus dem Wald der Osterburg ein langer Nebelschwaden aufsteigt, dann sollen die Menschen in Bischofsheim gesagt haben: „Die Jungfrau weint wieder.“
Es soll nämlich der Liebste eines Burgfräuleins im Kampf mit einem Handelsmann, der von Osterburgern überfallen worden war, erschlagen worden sein.
Als das Mädchen diese Nachricht bekam, soll es so geweint haben, dass das Wasser den Osterburg-Berg herabgelaufen sei. Die Jungfrau soll von nächtlichen Osterburgbesuchern schon gesehen worden sein.

### Der Schatz auf der Osterburg
Auf der Osterburg erscheint hie und da eine Jungfrau in weißem Gewand. Im Vorbeigehen erzählt sie dem erschrockenen Wanderer von einem großen Schatz, der in den Gewölben der verfallenen Burg liegt. Gelingt es einem Menschen, diesen Schatz zu heben, dann ist die Jungfrau erlöst und wird nicht mehr erscheinen.
Ein Schäfer hätte den Schatz finden können. Es ist schon lange her, da hütete er auf der Osterburg seine Schafe, denn damals wuchs noch viel Gras dort. Plötzlich sah der Schäfer ein offenes Tor, das vorher nicht da war. Er ging durch das Tor und kam in einen langen Gang. Da rief eine laute Stimme: „Schäfer, die Schaf gehen durch.“ Er eilte zurück. Die Schafe fraßen ungestört. Er drehte sich um, aber es war kein Tor mehr zu finden, solange er auch suchte.
Einem Mädchen soll die weiße Jungfrau viel gnädiger gestimmt gewesen sein. Pauline hütete einst ihre Kühe auf der Osterburg und strickte dabei. Das Wollknäuel rollte eine Treppe hinab. Sie eilte dem Knäuel nach und kam in einen großen Keller. Darinnen standen viele mächtige Kufen, die alle mit Knotten (Knotten sind Leinsamen) gefüllt waren. Pauline füllte ihre Schürze mit Knotten, hob ihr Wollknäuel auf und eilte zurück. Auf dem Heimweg säte sie einen Teil der Knotten am Wegrand aus. Als das Mädchen den kleinen Rest zu Hause zeigte, waren es lauter Goldstücke.

## Freunde der Osterburg
Seit 2005 gibt es den Verein der Freunde der Osterburg. Zusammen mit der Stadt Bischofsheim und dem Bayerischen Landesamt für Denkmalpflege wird die Ruine wieder freigelegt. Anschließend sollen die restlichen Mauern gesichert werden, um die Substanz zu erhalten.
Wenn dieses Vorhaben in einigen Jahren abgeschlossen sein wird, dann kann das wirkliche Alter der Burgruine bewiesen werden.